# تاش‌اولوک (سنان‌پاشا)
تاش‌اولوک (به ترکی استانبولی: Taşoluk) یک منطقهٔ مسکونی در ترکیه است که در سنان‌پاشا واقع شده‌است.